# Го Вэньцзюнь
Го Вэньцзю́нь (кит. упр. 郭文珺, пиньинь Guō Wénjùn; 22 июня 1984, Сиань, Шэньси) — китайский стрелок из пистолета, двукратная олимпийская чемпионка 2008 и 2012 годов в стрельбе из пневматического пистолета с дистанции 10 метров. Чемпионка Азии 2006 года,